# 何弘仁
何弘仁（1607年—17世紀），字仲淵，號書臺，浙江紹興府山陰縣人，明朝、南明政治人物。

## 生平
何弘仁是劉宗周的門生，崇禎三年（1630年）庚午科順天鄉試舉人，十年（1637年）丁丑科進士。禮部觀政，十一年（1638年）授建平知縣，福建有蝗災和旱災，但蝗蟲從不進入建平縣界內，不久因母親去世回鄉，蝗蟲亦北去，縣民都覺得奇異。服闋後改任高要知縣，夏天時貴州、廣西等地流往當地的河水氾濫，肇慶屢受水災困擾，他巡視河道，增厚堤防，同時定期視察榷關，因父親去世回鄉。
魯王朱以海監國，何弘仁起為雲南道監察御史，監督江上軍隊，多次提出關於大局的奏疏，紹興失陷，他來不及追隨魯王，跨過山嶺時總帶著書衣，寫道：「有心扶日月，無計鞏山河。」經小路前往行在，得知台州亦失陷，便說：「算了，已經無法作為，我非我身，有何家呢。為子者只能食貧守節。」於是在白峰投崖自殺，卻死而復甦，土人背負他到陶介山，在該處削髮苦行，與李為芝、郭文祥往來，不久去世，遺命曝屍三日後焚燒。

## 家族
玄祖何詔，南京工部尚書；高祖何鎬，官生；曾祖何景昂，前軍都督府都事，贈長蘆鹽運使；祖父何繼高，江西布政使司右參政；父何光道，庠生。

## 引用
1. 1 2  錢海岳《南明史·卷八十三·列傳第五十九》：何弘仁，字仲淵，紹興山陰人。劉宗周子弟，崇禎十年進士。授建平知縣，調高要。築建平城，修端溪堤，為百世之利。魯王監國，遷雲南道御史，監江上軍。累上封事，或非時要，然皆關太平大體，物望倚以為重。紹興陷，追扈不及，過關山嶺，書衣帶間，曰：「有心扶日月，無計鞏山河。」弘仁間關赴行在。聞台州又陷，曰：「已矣，無復可為，吾非吾身，吾何家為。為吾子者，食貧守節而已。」遂投嶺下，死而復甦。有土人負之入陶介山，削髮苦行，與李為芝、郭蓮峯往來縉雲、義烏諸山中。尋卒。遺命暴骸三日，野火焚之。
2. ↑  嘉慶《山陰縣志·卷十·選舉一》：何宏仁 有傳……以上（崇禎）十年丁丑劉同升榜（進士）……何宏仁 順天中式……以上（崇禎）三年庚午科（舉人）
3. ↑  嘉慶《山陰縣志·卷十四·鄉賢二》：何宏仁，字仲淵，崇禎丁丑進士。歷建平、高要縣事，授御史監海上軍。越破，追魯王不及，過關山嶺作詩書，衣帶間末書：「宏仁奔行在，聞台又失守，已矣，無復可為。身非吾身，吾何家為吾子者，食貧守節可矣。明御史何宏仁絕筆。」投台之白峰下，死而復蘇。有土人負入陶介山，削髮苦行，遺命暴骸三日，野火焚之。 越殉義傳。浙江通志、府志忠節。
4. ↑  道光《高要縣志·卷十八·宦績錄》：何宏仁，字仲淵，山陰人，受業劉宗周門，崇禎十年成進士，授建平知縣，歲久旱，江以南飛蝗食禾殆盡，獨無入建平界者，未幾以憂去，蝗遽入北，鄉民以為神。補高要，端溪受黔桂諸流夏潦屢為災，宏仁躬巡圩隄、增埤薄清，榷關之假手吏胥者掣視有定期，又以父艱去；鼎革後剡之白峰投崖下不得死，入陶介山為僧。 姜西凕集
5. ↑  《崇禎十年丁丑科進士三代履歷》：何弘仁，曾祖景昂，以祖尚書蔭都事，贈中大夫、長蘆運使，祖繼高，江西參政祀名宦、鄉賢，癸未，父光道〔庠生〕。書臺，易二房，丁未正月十七日生，山陰縣人，庚午二十七名，會十五名，三甲一百四十一名，禮部觀政，戊寅二月授福建建寧知縣，己卯丁憂，辛巳起高要知縣，癸未丁憂。